# Sankt Oswald bei Haslach
Sankt Oswald bei Haslach è un comune austriaco di 500 abitanti nel distretto di Rohrbach, in Alta Austria.